# Nacionalno prvenstvo ZDA 1888
Nacionalno prvenstvo ZDA 1888 v tenisu.

## Moški posamično
Henry Slocum :  Howard A. Taylor  6-4 6-1 6-0

## Ženske posamično
Bertha Townsend :  Ellen Hansell  6-3, 6-5

## Moške dvojice
Oliver Campbell /  Valentine Hall :  Clarence Hobart /  Edward MacMullen 6–4, 6–2, 6–2